# アディウソン・ルイス・アナスタシオ
アディウソン・ルイス・アナスタシオ（Adílson Luíz Anastácio、1959年1月10日 - ）は、ブラジル出身の元サッカー選手。ポジションはフォワード。日本での登録名はアディウソン。

## 来歴
1980年にサンパウロ州選手権2部のインテル・ジ・ベベドウロでキャリアをスタート。インテル・ジ・リメイラを経て1985年にポンチ・プレッタへ移籍。ポンチ・プレッタでの在籍期間は3か月のみとなったが、ブラジル全国選手権で9得点をあげる活躍を見せた。同年、コリンチャンスへ移籍すると、12試合に出場して4得点を決めた。同年、スポルチ・レシフェへ移籍するとミルトン・クルスとチームメイトとなりペルナンブカーノ州選手権で準優勝。その後はキンゼ・デ・ジャウーでプレーをした。
1987年9月13日、同僚のアンドレとともに日本サッカーリーグ (JSL) 1部のヤマハ発動機に移籍した。ヤマハにとっては初の外国人選手であり、1987-88シーズン開幕まで1か月に迫った中での移籍となった。開幕戦からスタメンに名を連ねると、1987年5月21日に行われた第3節の古河電工戦で初得点を決めるなど、アンドレとともに攻撃陣を牽引。1987年5月21日に行われたJSL1部第20節、マツダ戦ではフリーキックからアンドレの決勝点をアシストするなどヤマハのリーグ初優勝に貢献し、年間優秀11人賞に選ばれた。
翌1988-89シーズンにはアンドレ、サントスらとともにコダック・オールスター・サッカーに出場。リーグ戦ではラフプレーや審判への抗議などから警告を受ける機会が多く、通算6試合の出場停止処分が科せられた。その後、第19節から連続得点をあげて得点ランキング首位の前田治（全日空）を追走すると、最終節の三菱重工戦で2得点をあげて前田を抜き得点王となった。
翌1989-90シーズンは1989年10月8日に行われた開幕戦の日産自動車戦でスタメンに名を連ねたものの、以前から痛めていた右膝の状態が悪化。第2節以降は出場機会はなく、同年10月27日付で登録抹消となった。ヤマハ退団後はキンゼ・デ・ジャウー、ジャボチカバウ、インデペンデンチFC、イガラパヴァECでプレーした。

## 個人成績
日本国内成績
| 国内大会個人成績 | 国内大会個人成績 | 国内大会個人成績 | 国内大会個人成績 | 国内大会個人成績 | 国内大会個人成績 | 国内大会個人成績 | 国内大会個人成績 | 国内大会個人成績 | 国内大会個人成績 | 国内大会個人成績 | 国内大会個人成績 |
| 年度             | クラブ           | 背番号           | リーグ           | リーグ戦         | リーグ戦         | リーグ杯         | リーグ杯         | オープン杯       | オープン杯       | 期間通算         | 期間通算         |
| 年度             | クラブ           | 背番号           | リーグ           | 出場             | 得点             | 出場             | 得点             | 出場             | 得点             | 出場             | 得点             |
| 日本             | 日本             | 日本             | 日本             | リーグ戦         | リーグ戦         | JSL杯            | JSL杯            | 天皇杯           | 天皇杯           | 期間通算         | 期間通算         |
| ---------------- | ---------------- | ---------------- | ---------------- | ---------------- | ---------------- | ---------------- | ---------------- | ---------------- | ---------------- | ---------------- | ---------------- |
| 1987-88          | ヤマハ           | 34               | JSL1部           | 19               | 8                | 0                | 0                | 0                | 0                | 19               | 8                |
| 1988-89          | ヤマハ           | 34               | JSL1部           | 15               | 11               | 1                | 0                | 4                | 1                | 20               | 12               |
| 1989-90          | ヤマハ           | 11               | JSL1部           | 1                | 0                | 0                | 0                | 0                | 0                | 11               | 1                |
| 通算             | 日本             | 日本             | JSL1部           | 35               | 19               | 1                | 0                | 4                | 1                | 40               | 21               |
| 総通算           | 総通算           | 総通算           | 総通算           | 35               | 19               | 1                | 0                | 4                | 1                | 40               | 21               |

## 選抜歴
- JSLオールスターサッカー
  - 1回出場（1988年[12]）

## 個人タイトル
- 日本サッカーリーグ得点王 : 1回 (1988-89)[6]
- 年間優秀11人賞 : 1回 (1987-88)[7]